# Cryptothelea hemitricha
Cryptothelea hemitricha är en fjärilsart som beskrevs av Edward Meyrick och Oswald Beltram Lower 1907. Cryptothelea hemitricha ingår i släktet Cryptothelea och familjen säckspinnare. Inga underarter finns listade i Catalogue of Life.